# Eclipse
Eclipse – platforma (framework) napisana w 2004 roku w Javie do tworzenia aplikacji typu rich client. Na bazie Eclipse powstało zintegrowane środowisko programistyczne do tworzenia programów w Javie, które jest razem z tą platformą rozpowszechniane.
Projekt został stworzony przez firmę IBM, a następnie udostępniony na zasadach otwartego oprogramowania. W chwili obecnej jest on rozwijany przez Fundację Eclipse.

## Obsługiwane platformy
Eclipse powstało z uwolnienia kodu Rational IBM i dostępne jest dla wszystkich platform, które posiadają własną implementację wirtualnej maszyny Javy, oraz dla których przygotowano implementację opracowanej przez Fundację biblioteki graficznej SWT, która jest alternatywą dla standardowych bibliotek graficznych Javy – AWT i Swing.

## Wtyczki
Sama platforma nie dostarcza żadnych narzędzi służących do tworzenia kodu i budowania aplikacji, oferuje jednak obsługę wtyczek (ang. plugin) rozszerzających jej funkcjonalność, umożliwiających m.in. rozwijanie aplikacji w językach Java, C/C++, PHP, tworzenie GUI, modelowanie aplikacji za pomocą UML, współpracę z serwerami aplikacji, serwerami baz danych itp.

## Podprojekty
- BIRT (Business Intelligence and Reporting Tools) – system raportowania oparty na platformie Eclipse.
- WTP (Web Tool Project) – rozszerzenie umożliwiające tworzenie aplikacji sieciowych.
- PDT (PHP Development Tools) – rozszerzenie pozwalające na tworzenie aplikacji w języku PHP.

## Wsparcie dla programistów Eclipse
Firma IBM na początku 2007 roku otworzyła centrum wsparcia dla programistów Eclipse. Centrum ma swoje miejsce w Poznaniu i jest realizowane jako projekt zlecony Politechnice Poznańskiej przez firmę IBM. Studenci i absolwenci informatyki świadczą usługę wsparcia (pomagają rozwiązywać techniczne problemy z Eclipse) klientom firmy IBM z całego świata. Te same osoby również promują samego Eclipse poprzez różne inicjatywy.